# João Santos
João Pedro Gomes Calcas da Costa Santos (nacido el 15 de junio de 1979 en Lisboa, Portugal) es un jugador de baloncesto portugués. Con 2.05 de estatura, su puesto natural en la cancha es el de alero.

## Trayectoria
- Universidad de Nevada (1998-2001)
- Sporting Lisboa (1996-1998)
- Panionios BC  (2001-2002)
- Queluz  (2002-2004)
- CB Valladolid (2004-2008)
- Benfica (2008-2009)
- Oporto (2010-2012)